# Майк Патън
Майкъл Алън Патън (на английски Michael Allan Patton), роден на 27 януари 1968, е американски музикант известен като основен вокалист на Faith No More в периода от 1988 до 1998. Той е поемал ролята на основен вокалист и в групите Mr. Bungle, Tomahawk, Lovage, Fantômas, The Dillinger Escape Plan, и Peeping Tom.
Патън има широк обхват от вокални умения и музикални стилове. Той използва ритъма като движеща сила в много от своите вокали. Пее в най-различни стилове, от фалцет до рапиране, бийтбокс и скат пеене. Неговите вокални техники могат да бъдат видени и в компютърните игри The Darkness, Portal и Bionic Commando.
Патън често участва в странични проекти с други музиканти като John Zorn, Dan the Automator, The Melvins, The Dillinger Escape Plan, Melt-Banana, Sepultura, Merzbow, Kool Keith, The X-Ecutioners, Team Sleep, Björk, Subtle, Rahzel, Amon Tobin, Eyvind Kang, Lovage и Kaada. През 1999, заедно с Greg Werckman, той основава Ipecac Recordings.
Дясната ръка на Патън е перманентно скована след инцидент на сцената по време на третия му концерт с Faith No More. Тогава той случайно се порязва със счупена бутилка и прекъсва сухожилията с нервите в ръката си. Може да използва ръката си, но не я усеща (за голяма изненада на Патън и докторът му, който му казал, че ще се случи точно обратното).

## Биография

### Детство и начало на кариерата
Майк израства в McKinleyville, California, където заедно с приятели основава Mr. Bungle през 1985. В края на 80-те те издават на касети само демо албумите The Raging Wrath of the Easter Bunny, Goddammit I Love America, Bowel of Chiley и OU818 и печелят малък кръг местни последователи. Патън се присъединява към Faith No More през януари 1989 на мястото на тущо що напусналия групата Чък Моузли. Албумът на групата The Real Thing излиза по-късно същата година. Албумът влиза в топ 10 на чартовете благодарение най-вече на МТВ, които пускат доста често песента им Epic.
Въпреки че в САЩ Faith No More не достигат повече успеха на The Real Thing, те продължават до се развиват към нови, понякога странни територии на рок музиката. След още 3 студийни албума (Angel Dust, King for a Day... Fool for a Lifetime и Album of the Year) Faith No More се разпадат през 1998.

### Mr. Bungle и други
По времето на работата си с Faith No More Патън продължава да работи и с Mr. Bungle. Комерсиалният успех на Faith No More помага на Mr. Bungle да подпишат договор с Уорнър Брадърз. Групата издава едноименния си дебютен албум през 1991, силно сюрреалистичния Disco Volante през 1995 и последния си албум California през 1999.
Патън е издал два соло албума (Adult Themes for Voice и Pranzo Oltranzista). Той е член на Hemophiliac, заедно с John Zorn и Ikue Mori. Той гостува в записи на групите Painkiller и Naked City. Той участва в доста други запаси на Tzadik Records с John Zorn и други музиканти.
Тои има някои странични проекти, които нямат официално пуснат запис въпреки че нелегално се разпостраняват някои концертни записи. Такива са House of Discipline, Moonraker и Patton & Rahzel. Патън съдейства при вокалите на песента Kool-Aid Party на групата Team Sleep, но накрая песента не влиза в албума им. Най-вероятна причина за това е, че част от недовършения тогава албум изтича в интернет пространството много преди излизането му.

## Дискография

### Faith No More
- 1989 – The Real Thing
- 1992 – Angel Dust
- 1995 – King for a Day... Fool for a Lifetime
- 1997 – Album of the Year

### Mr. Bungle
- 1991 – Mr. Bungle
- 1995 – Disco Volante
- 1999 – California

### Fantômas
- 1999 – Fantômas
- 2001 – The Director's Cut
- 2002 – Millennium Monsterwork 2000
- 2004 – Delìrium Còrdia
- 2005 – Suspended Animation

### Tomahawk
- 2001 – Tomahawk
- 2003 – Mit Gas
- 2007 – Anonymous

### Солови албуми
- 1996 – Adult Themes for Voice
- 1997 – Pranzo Oltranzista
- 2008 – A Perfect Place OST
- 2009 – CCrank: High Voltage OST (филмова музика, композирана от Патън)

### Peeping Tom
- 2006 – Peeping Tom

### Maldoror
- 1999 – She

### Lovage
- 2001 – Music to Make Love to Your Old Lady By

### The Dillinger Escape Plan
- 2002 – Irony is a Dead Scene

### Kaada/Patton
- 2004 – Romances

### с The X-Ecutioners
- 2005 – General Patton vs. The X-Ecutioners

### Hemophiliac
- 2002 – Hemophiliac